# Der stählerne Adler IV
Der stählerne Adler IV (Originaltitel: Iron Eagle IV) ist die dritte und letzte Fortsetzung zu Der stählerne Adler. In der Hauptrolle ist erneut Louis Gossett Jr. zu sehen, die Regie übernahm wie bei den ersten beiden Teilen der Reihe Sidney J. Furie.

## Handlung
General Charles 'Chappy' Sinclair betreibt als pensionierter Soldat eine Flugschule für Teenager. Er kommt zusammen mit seinen Schülern einer Verschwörung der US Air Force auf die Spur, in deren Verlauf Kuba mit biologischem Kampfstoff bombardiert werden soll.

## Kritik
Das Lexikon des internationalen Films bezeichnete den Film als einen „uninteressante[n] dritte[n] Aufguß der Flieger-Serie, der militärische Aktionen zu einem Abenteuerspiel verharmlost.“